# Tolaga Bay Wharf

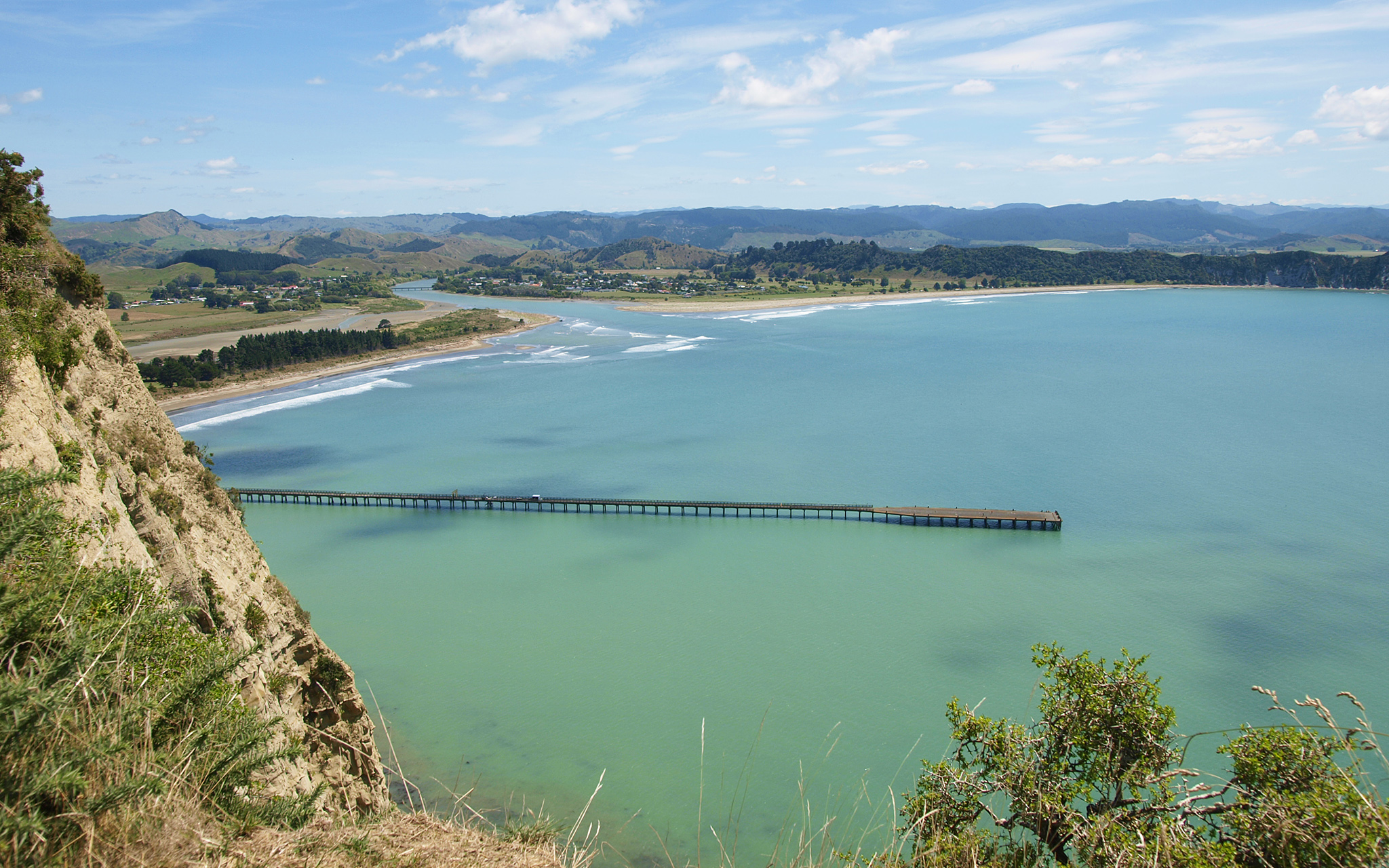
Tolaga Bay mit dem gleichnamigen Ort, Ūawa River und Tolaga Bay Wharf

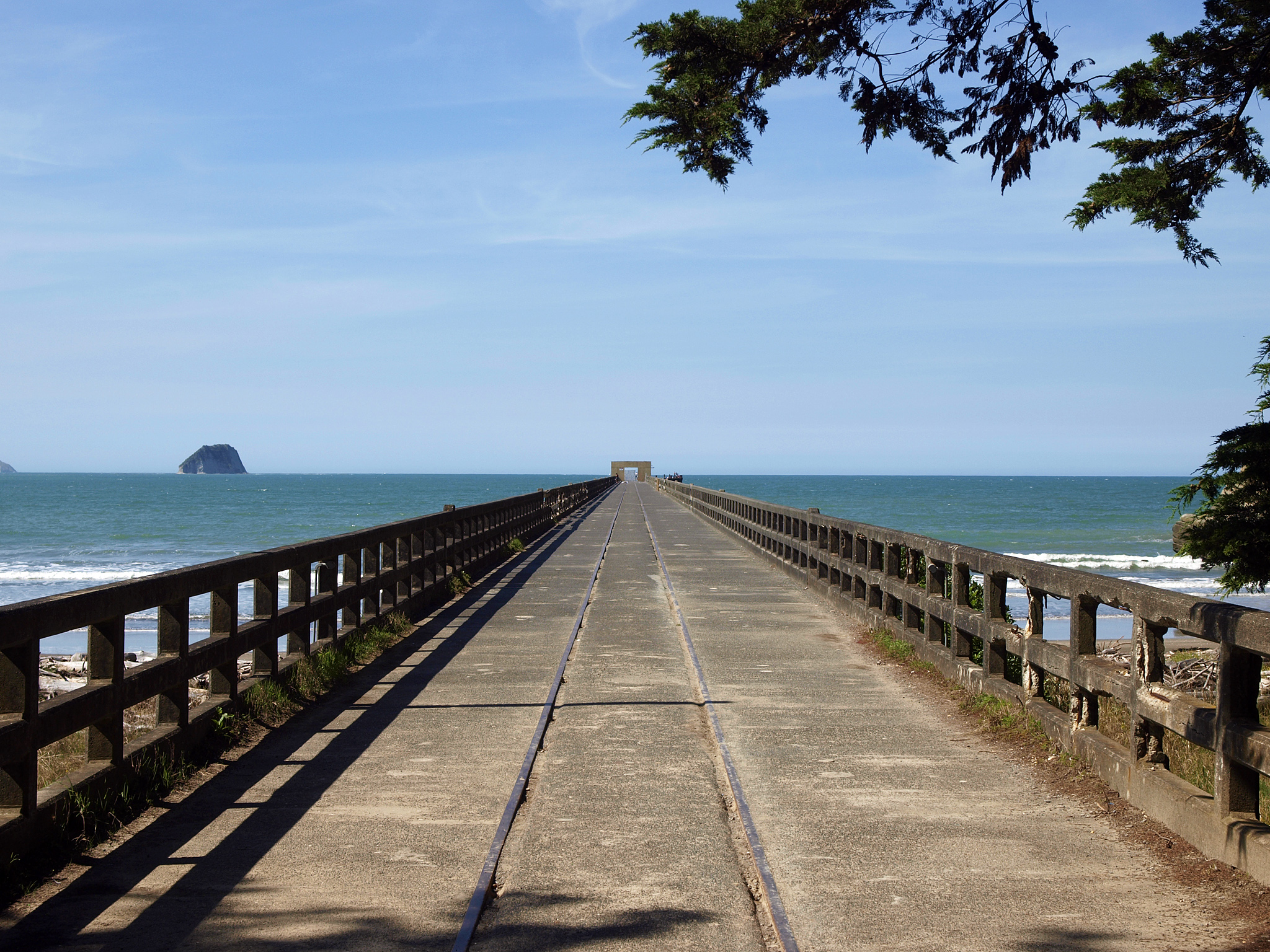
Tolaga Bay Wharf

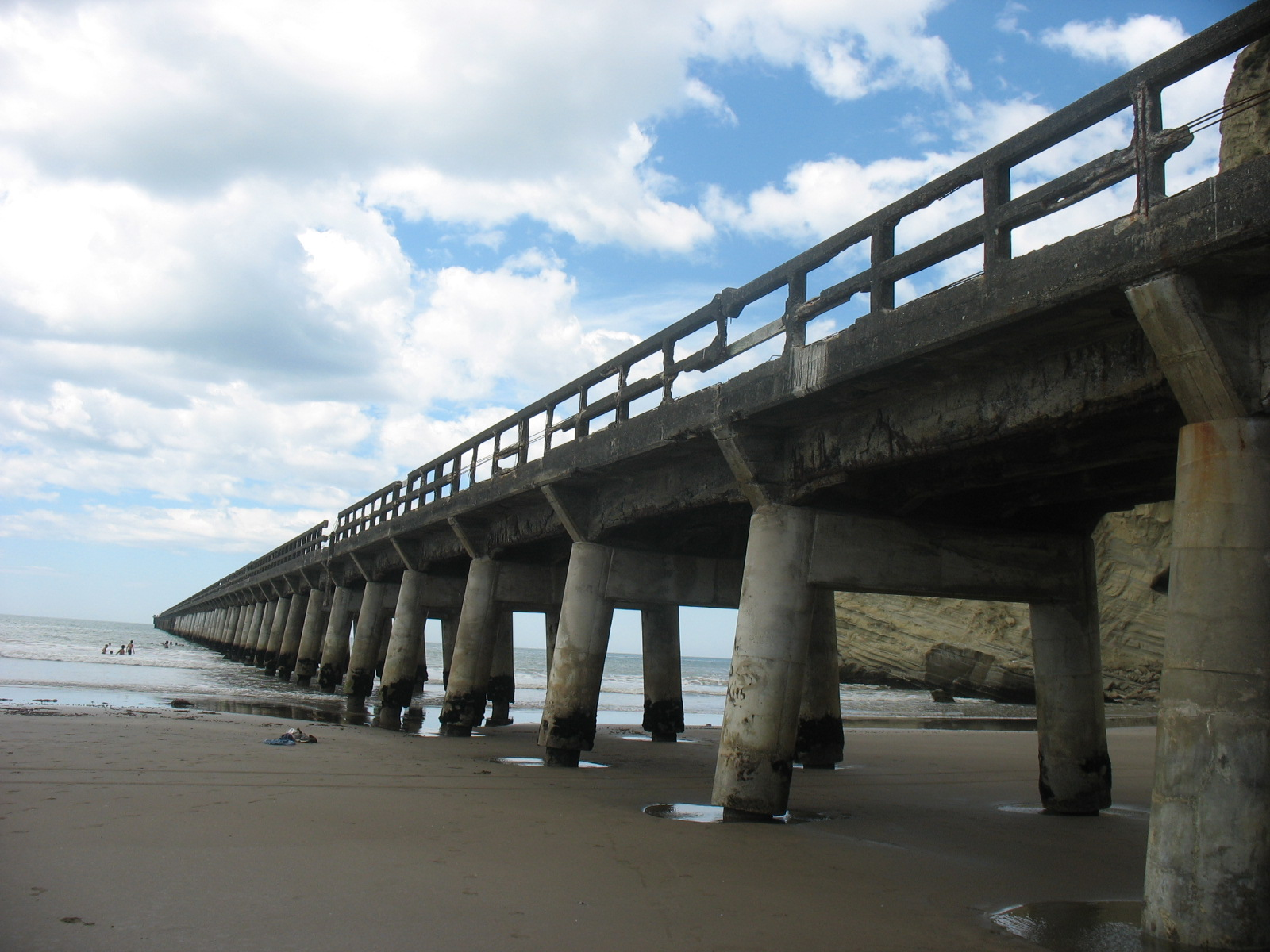
Stützkonstruktion

Die Tolaga Bay Wharf ist eine Pier am südöstlichen Ende der Tolaga Bay in Neuseeland nahe dem gleichnamigen Ort in der Region Gisborne. Sie ist die längste Pier Neuseelands, möglicherweise auch die längste Stahlbetonpier außerhalb einer geschlossenen Hafenanlage der Südhalbkugel. Heute ist sie noch von historischer und touristischer Bedeutung. Der New Zealand Historic Places Trust registrierte das Bauwerk am 5. April 1984 unter Nummer 3516 als „Historic Place Category 1“.
Der Zugang zur Region um Gisborne war lange Zeit fast nur über das Meer möglich. Es gab bereits eine kurze Pier bei dem Ort Tolaga, diese war aber den Gezeiten ausgesetzt und nur über die zur Versandung neigende Mündung des Ūawa River erreichbar. So musste man die Schiffsladungen auf Leichter umladen, die jeweils nur eine geringe Ladung tragen konnten.
Um die für die umliegenden Farmer unbefriedigende Situation zu verbessern, wurde 1920 das Tolaga Bay Harbour Board gegründet. Dieses beschloss auf seinem Gründungstreffen, eine Möglichkeit für den Bau einer Pier zu suchen, an der die Dampfschiffe der Küstenschifffahrt direkt anlegen könnten.
Der 1924 fertiggestellte Entwurf der Pier stammt von dem Ingenieur Cyrus J.R. Williams. Dieser war 1902 bis 1927 Ingenieur des Lyttelton Harbour Board. Der Entwurf wurde 1925 und erneut während des Baues geändert. Der Bau galt damals als gewagt, da er nicht in einem geschützten Hafen, sondern ins offene Meer hinaus erfolgen sollte. Die Kosten waren so hoch, dass die erforderliche Anleihe durch einen Akt des Parlamentes gesondert genehmigt werden musste.
Die 660 Meter lange Pier wurde von dem Betonbauunternehmen von Frederick Goodman in den Jahren 1926 bis 1929 errichtet. Danach diente es der umliegenden Landwirtschaft fast 40 Jahre zum Seetransport landwirtschaftlicher Erzeugnisse und der dafür benötigten Güter. Ein verbesserter Straßenzugang und die Konkurrenz durch Lastkraftwagen machte den weiteren Betrieb unwirtschaftlich. Die Pier wurde weiter als Anleger für Fischer- und Sportboote und von den Māori zum Sammeln von Meeresfrüchten genutzt.
Das letzte Frachtschiff, das die Pier nutzte, war ein Schiff, das 1967 eine Ladung Mais an Bord nahm.
1998 war die Pier verfallen und von der Sperrung bedroht. Der Tolaga Bay Save the Wharf Trust sammelte Spenden und ermöglichte von 2001 bis 2013 eine Restaurierung.